# Менеджер вікон

Менеджер вікон (window manager)

Ме́неджер віко́н — це програма, що контролює розташування та зовнішній вигляд вікон у віконній системі графічного інтерфейсу користувача. Більшість менеджерів вікон розроблені для допомоги при створенні графічного середовища.

## Менеджери вікон X Window System
У системах з використанням X Window System існує чітка межа між менеджером вікон та віконною системою. Тобто в X Window менеджери вікон не взаємодіють напряму з відеообладнанням, мишкою або клавіатурою, які під'єднані до X-сервера, а роблять це через ядро віконної системи.
Користувачі X Window System можуть вибирати менеджер вікон з багатьох наявних. Оскільки багато менеджерів вікон є модульними, такі менеджери, як Compiz, який замінює лише деякі частини з графічного середовища, теж називаються віконними менеджерами. Компоненти різних віконних менеджерів можуть змішуватися, наприклад, обрамлення вікон з KDE KWin може використовуватися разом з доком і настільними компонентами Gnome.
Менеджери вікон X Window також надають можливість змінити батьківські вікна, це означає, що, хоча спочатку всі програми будуть розташовані в кореневому вікні (основне вікно на весь екран), програми з кореневого вікна можуть бути переміщені в інше. Віконні менеджери X Window System приймають програми з кореневого вікна і переносять їх у обрамлення вікон. Зміна батьківського вікна також може бути використана для додавання вмісту одного до іншого, наприклад, програма флеш-програвача може бути перенесена у вікно браузера, і таким чиному буде виглядати частиною вебпереглядача.

## Microsoft Windows
«Windows XP®» дозволяє користувачеві змінювати обмежену кількість параметрів менеджера вікон, здебільшого надається вигляд «Windows 95» та новіша тема Luna. Також було розроблено альтернативні оболонки для Microsoft Windows XP та раніших версій. Наприклад, LiteStep може замінити інтерфейс користувача в Windows 95, 98 або NT на стиль Afterstep. Однак через тісну інтеграцію компонентів системи прилаштування, що можливе на Windows XP вельми обмежене порівняно з X Window System.

## Типи менеджерів вікон
- Композитні
- Стекові
- Мозаїчні
- Динамічні